# За тих, кого ми кохаємо (фільм)
«За тих, кого ми кохаємо» (яп. 俺は、君のためにこそ死ににいく, Оре ва, кімі но таме ні косо сіні ні іку, «Я йду вмирати за тебе») — військова драма режисера Таку Синдзьо, що вийшла в 2007 році. Також використовується назва «Камікадзе» (в англомовному прокаті).

## Сюжет фільму
Тиран  — основна база Японської армії, для виконання атак ударних загонів по кораблях союзників під час битви за острів Окінава. Томє Торіхама — власниця кафе на околиці Тирана. Переживши війну, вона розповідає про молодиків, що прибували на базу. Вони затримувались тут ненадовго, а через деякий час прибували наступні…
Ці молоді люди 17-24 років, які були готові віддати єдине, що у них було — життя, за свою Батьківщину, за Імператора. Хто вони були? Серед камікадзе були люди всіх соціальних прошарків суспільства, різноманітних поглядів та темпераменту.
В фільмі піднімається питання про доцільність відправки на вірну смерть великої кількості людей. Бо більшість пілотів-смертників не були професійними військовими. Це добровольці, яких було підготовлено протягом тижня чи двох. Вони робили декілька польотів для оволодіння технікою пікірування. Інший час тренувались на найпростіших, примітивних тренажерах, займались фізичною підготовкою.
Томе Торіхама як могла підтримувала молодих пілотів. Томе стала для них прийомною матір'ю. Після війни вона доклала великих зусиль для створення музею пілотів-смертників, за що отримала в Японії прізвисько «Матінка-Камікадзе». «Чим більше я дивлюсь в минуле, тим більше я розумію, якими чудовими і гарними були ці молоді люди» — каже вона в фінальній сцені.

## Музика
В фільмі звучить патріотична пісня «Якщо морем ми підемо», яка протягом війни супроводжувала траурні звістки з фронту, а під кінець війни асоціювалась з місіями камікадзе.

## Цікаві факти
- Тиранський музей камікадзе[ja] було відкрито в 1975 році на колишній авіабазі Тиран (повністю будівництво було завершено в 1986 році).

- Цей фільм в Японії було оцінено достатньо високо. Уривки з фільму транслюються в музеї камікадзе.

- В грудні 2007 року (в рік виходу фільму) містечко Тиран[ja] закінчило своє існування як окрема адміністративна одиниця. Разом з іншими невеликими населеними пунктами його було приєднано до міста Мінамі-Кюшю.

- В кліпі гурту «Оргія Праведників» на пісню «Вперед і Вгору» використані фрагменти відеоряду фільму.

## Відомі персонажі
- Віце-адмірал Онісі — ідейний натхненник та організатор авіаційних підрозділів камікадзе, «Батько Камікадзе».
- капітан Юкіо Секі[ja] — перший офіційний командир підрозділу пілотів-камікадзе. У фільмі він капітан, в житті — лейтенант.
- Томє Торіхама[ja] — внесла величезний внесок в створення музею камікадзе. Протягом війни підтримувала молодих пілотів. Отримала в Японії прізвисько «Матінка-Камікадзе».